# 刀利康嗣
刀利 康嗣（とり の やすつぐ、生没年不詳）は、奈良時代の貴族・儒学者。姓はなし。伊予掾・刀利宣令の近親か。官位は従五位下・大学博士。

## 経歴
文武朝の慶雲2年（705年）大学助・藤原武智麻呂が釈奠を復興した際に、その請により宿儒として釈奠の文を作成した。元明朝の和銅3年（721年）従五位下に叙爵する。この時に同じ従五位下に叙せられたものとして、山田三方・大倭五百足らがいる。
『懐風藻』に「宴に侍す」という題の漢詩作品（五言排律）が1首採録されている。その目録によると「大学博士従五位下。年八十一」とあり、当時としても長寿であったことが窺われる。